# Mały Brat (powieść)
Mały Brat (tyt. oryg. Little Brother) – powieść fantastycznonaukowa autorstwa Cory’ego Doctorowa. W USA została wydana w 2008 przez Tor Books, w Polsce w 2011 r. przez Wydawnictwo Otwarte. Powieść opowiada historię kilku nastolatków, którzy w następstwie ataku terrorystycznego na Bay Bridge, most łączący San Francisco z Oakland oraz system komunikacji miejskiej BART, zostają umieszczeni w tajnym więzieniu przez Departament Bezpieczeństwa Wewnętrznego USA. Pod przykrywką takich haseł, jak wojna z terroryzmem, San Francisco zamienia się w miasto policyjne, a życie głównych bohaterów w walkę o podstawowe prawa człowieka. Powieść w wersji angielskiej jest dostępna również bezpłatnie na stronie autora na licencji Creative Commons.
W maju 2008 r. książka zadebiutowała na 9 miejscu listy bestsellerów dziennika The New York Times w kategorii najlepsza książka dla młodzieży (New York Times Bestseller List). W 2009 r. powieść Mały Brat zdobyła nagrody: Prometeusza, Campbella i White Pine Award, była także nominowana do Nagrody Hugo za najlepszą powieść.

## Fabuła
Główny bohater, Marcus Yallow, również znany pod pseudonimem w1n5t0n (imię Winston pisane w języku leet speak) i jego trzech przyjaciół znajduje się w pobliżu terrorystycznego ataku bombowego na Bay Bridge. Przyjaciele starają się uzyskać pomoc dla Darryla, który został zraniony podczas panicznej ucieczki. Zatrzymuje ich Departament Bezpieczeństwa Wewnętrznego (DBW) jako podejrzanych o dokonanie zamachu. Przyjaciele zostają osadzeni w tajnym więzieniu, gdzie są poddawani przesłuchaniom, torturom psychicznym i upokorzeniom. Po wyjściu stamtąd Marcus zauważa, że San Francisco stało się miastem policyjnym. Od tej pory jego życie zamienia się w nieustanną walkę o wolność jednostki w świecie, w którym w imię walki z terroryzmem łamane są podstawowe prawa człowieka.
Główną motywacją Marcusa, aby walczyć z DBW jest jednak Darryl, który jako jedyny z czwórki przyjaciół nie wychodzi z więzienia. Marcus poświęca większość swojego czasu na organizowanie oporu wobec DBW, co często odbywa się kosztem relacji z rodziną i przyjaciółmi. Jego działanie opiera się głównie na wykorzystaniu nowych technologii informacyjnych w celu udaremnienia rozrastającej się inwigilacji i kontroli DBW. Podczas organizowania oporu, Marcus poznaje Ange, która wspomaga go nie tylko duchowo i staje się jego pierwszą miłością. Łączą ich pasja, zapał, wspólne wartości i cel.

## Interpretacja powieści
W Małym Bracie pojawia się wiele wątków: relacje między jednostką a społeczeństwem, mechanizmy powstawania systemu totalitarnego, kwestia równowagi między tzw. zwiększaniem bezpieczeństwa a kontrolą, przyjaźń, pierwsza miłość (nie tylko platoniczna), relacje nastolatków z rodzicami, narkotyki, alkohol, gry terenowe czy muzyka. Ta powieść to również, a może przede wszystkim, swoisty przewodnik po nowych technologiach, które wbrew mrocznym wizjom Orwella (do którego autor nawiązuje nie tylko w tytule), mogą służyć zwykłym obywatelom do walki z rozrastającą się inwigilacją i kontrolą służb specjalnych. Autor nawiązuje w niej również do wydarzeń z przeszłości, do pokolenia beatników i ruchu na rzecz praw obywatelskich z lat 60. i 70. XX wieku. Tym samym pokazuje, że ludzie angażujący się w walkę z opresyjnym systemem to nie kolejne, idealistyczne pokolenie zbuntowanych nastolatków omamione utopijnymi mrzonkami o lepszym świcie, lecz siła, która potrafi skutecznie upomnieć się o swoje prawa i walczyć przeciwko ograniczaniu wolności jednostki w świecie społecznym.

## Bohaterowie
- Marcus Yallow – główny bohater, 17-letni uczeń szkoły średniej, wrażliwy społecznie, inteligentny nastolatek, interesuje się nowymi technologiami i kontrkulturą.
- Darryl Glover – najlepszy przyjaciel Marcusa, uczęszcza razem z nim do tej samej szkoły.
- Vanessa Pak (Van) – 17-letnia dziewczyna z Korei Północnej, uczęszcza do pobliskiej katolickiej szkoły dla dziewcząt, również maniaczka nowych technologii.
- Jose Luis Torrez (Jolu) – genialny uczeń pobliskiej katolickiej szkoły, typowy geek, maniak komputerowy, świetny programista.
- Charles Walker – chodzi do tej samej szkoły, co Marcus i Darryl, jest antytezą Marcusa. Typowy bezmyślny kapo, który stara się pokrzyżować plany Marcusowi.
- Carrie Johnstone – czarny charakter, agentka DBW. Jest zimną sadystyczną kobietą, dla której cel zawsze uświęca środki, lubi znęcać się nad więźniami. Znana głównie jako „Miss Gestapo”.
- Fred Benson – jeden z wicedyrektorów w Cesar Chavez High School (szkole Marcusa). Lubi wykorzystywać swoją władzę, nie ma pojęcia o nowych technologiach, od lat nie znosi Marcusa. Jest jednym z pierwszych powodów, dla których Marcus stracił zaufanie do autorytetów.
- Angela Carvelli (Ange) – uczęszcza do tej samej szkoły, co Van i zakochuje się w Marcusie. Jest bardzo silną, niezależną i zmysłową dziewczyną.
- Pani Galvez – nauczycielka wiedzy o społeczeństwie w Cesar Chavez High School, jest niezależnie myślącym pedagogiem i prawdopodobnie jedyną nauczycielką, jaką Marcus szanuje w swojej szkole.
- Barbara Stratford – dziennikarka śledcza pisząca dla „Bay Guardian”.
- Lillian Yallow – matka Marcusa. Ma dobre relacje z synem, wspiera go. Jest silną i niezależną kobietą.
- Drew Yallow – ojciec Marcusa. Po ataku terrorystycznym jego relacje z synem są trochę napięte.

## Wybrane odniesienia kulturowe
- W rozdziale 17 wspomniany jest Dan Bernstein jego wkład w proces sądowy EFF (Electronic Frontier Foundation) dotyczący silnej kryptografii.
- Tytuł Mały Brat nawiązuje do koncepcji Wielkiego Brata opisanej przez George’a Orwella w powieści Rok 1984, wymienionej przez Cory’ego Doctorowa w bibliografii. Marcus stosuje też pseudonim „w1n5t0n”, który nawiązuje do głównego bohatera książki Orwella, Winstona Smitha.
- Późniejszy pseudonim M1k3y jest odniesieniem do komputera „Mycroft” lub „Mike” z powieści Roberta A. Heinleina The Moon Is a Harsh Mistress. W fabule tej powieści komputery również ułatwiają przeprowadzenie rewolucji.
- W chwili obecnej trwają prace nad prawdziwym Paranoid Linuxem (który został wymyślony przez autora) w oparciu o wersję Linuxa opisaną w książce.
- Stealthiswiki.org, strona wiki, z której korzysta główny bohater, zainspirowana przez książkę Steal This Book autorstwa Abbie Hoffman, faktycznie istnieje jako projekt open source, poprzedzający powieść.
- Sposób, w jaki „Vista4Schools” ukrywa programy rozpoczynające się literami „$sys$ nawiązuje do narzędzi Sony Rootkit, które także ukrywają wszelkie pliki zaczynające się tymi literami.

## Wybrane źródła zewnętrzne
- Oficjalna strona książki
- Instrukcje w1n5t0n na stronie Instructables.com. instructables.com. [zarchiwizowane z tego adresu (2011-02-23)].
- Artykuł tłumaczki Małego Brata o powieści i jej tłumaczeniu
- Wywiad z autorem książki. ksiazki.tv. [zarchiwizowane z tego adresu (2013-05-28)].